# Canton de Toulon-2
Le canton de Toulon-2 est une circonscription électorale française située dans le département du Var et la région Provence-Alpes-Côte d'Azur.

## Géographie
Ce canton est organisé autour de Toulon dans l'arrondissement de Toulon.

## Histoire
Le canton est créé par la loi du 8 juillet 1901, lors du redécoupage de la ville en quatre cantons. Toulon était auparavant divisée entre les cantons de Toulon-Est et de Toulon-Ouest.
Il a été modifié par le décret du 2 août 1973 créant les cantons de Toulon 5, 6, 7, 8 et 9.
Par décret du 27 février 2014, le nombre de cantons du département est divisé par deux, avec mise en application aux élections départementales de mars 2015. Le canton de Toulon-2 est conservé et voit ses limites territoriales remaniées.

## Représentation

### Conseillers généraux de 1901 à 2015
| Période | Période          | Identité                  | Étiquette                                   | Qualité |
| ------- | ---------------- | ------------------------- | ------------------------------------------- | --- |
| 1901    | 1904             | Jean-Baptiste Michel      | Républicain nationaliste Anti-collectiviste | Commissaire adjoint de la Marine en retraite |
| 1904    | 1912 (démission) | Charles Roche             | Républicain Anti-collectiviste              | Avocat à Toulon |
| 1912    | 1922             | Paul Comte                | RG                                          | Avocat à Toulon |
| 1922    | 1928             | Paulin Borrely            | Rad.                                        | Entrepreneur de travaux publics Premier adjoint au maire de Toulon                                                                                                |
| 1928    | 1940             | Paul Comte                | URD                                         | Avocat à Toulon Premier adjoint au maire de Toulon Nommé membre de la Commission administrative départementale en 1941                                            |
|         |                  |                           |                                             | |
| 1943    | 1945             | Louis Grisoni (1904-1961) |                                             | Conseiller municipal de Toulon Nommé conseiller départemental en 1943                                                                                             |
|         |                  |                           |                                             | |
| 1945    | 1949             | Franck Arnal              | SFIO                                        | Pharmacien Maire de Toulon (1944-1945) Député (1945-1958) |
| 1949    | 1955             | Louis Puy                 | RPF puis ARS                                | Médecin Maire de Toulon (1948-1953) Député (1951-1958) |
| 1955    | 1967             | Henri Fabre               | UNR puis DVD                                | Industriel Député (1958-1962) Premier adjoint au maire de Toulon                                                                                                  |
| 1967    | 1973             | Pierre Pouyade            | UDR                                         | Général, Compagnon de la Libération Député (1967-1973) |
| 1973    | 1979             | André Seguin              | DVD puis UDF                                | Journaliste |
| 1979    | 1985             | Danielle de March-Ronco   | PCF                                         | Employée Secrétaire de la fédération communiste du Var (1965-1994) Députée européenne (1979-1989) conseillère de la région Provence-Alpes-Côte d'Azur (1994-2001) |
| 1985    | 1998             | Émile Granier             | UDF-PR                                      | Agent immobilier Conseiller municipal de Toulon |
| 1998    | 2011             | Bruno Maranzana           | PS                                          | Educateur, ancien député-suppléant |
| 2011    | 2015             | Michel Bonnus             | UMP                                         | Commerçant Adjoint au maire de Toulon |

### Conseillers d'arrondissement (de 1901 à 1940)
| Période                                  | Période          | Identité                | Étiquette                | Qualité |
| ---------------------------------------- | ---------------- | ----------------------- | ------------------------ | --- |
| 1901                                     | 1907             | M. Noilhetas            | Socialiste antimunicipal | |
| 1907                                     | 1913             | Albert Reboul           | SFIO                     | Débitant à Toulon                                                                                           |
| 1913                                     | 1919             | Ferdinand-Modeste Boffa |                          | Négociant en vins à Toulon                                                                                  |
| 1919                                     | 1922 (démission) | M. Blanc-Lacoste        | Droite                   | Ingénieur civil à Toulon                                                                                    |
| 10 déc. 1922                             | ap.1930          | Joseph Arnaud           | Droite                   | Mutilé de guerre                                                                                            |
| 1940                                     |                  |                         |                          | Les conseils d'arrondissement ont été suspendus par la loi du 12 octobre 1940 et n'ont jamais été réactivés |
| Les données manquantes sont à compléter. |                  |                         |                          | |

### Conseillers départementaux depuis 2015
| Période élective | Période élective | Mandat | Mandat   | Identité        | Nuance | Nuance | Qualité                                                             |
| ---------------- | ---------------- | ------ | -------- | --------------- | ------ | ------ | ------------------------------------------------------------------- |
| 2015             | 2021             | 2015   | 2021     | Michel Bonnus   |        | LR     | Commerçant Adjoint au maire de Toulon Sénateur du Var (depuis 2020) |
| 2015             | 2021             | 2015   | 2021     | Valérie Mondone |        | DVD    | Fonctionnaire territoriale Adjointe au maire de Toulon              |
| 2021             | 2028             | 2021   | en cours | Michel Bonnus   |        | LR     | Conseiller sortant                                                  |
| 2021             | 2028             | 2021   | en cours | Valérie Mondone |        | LR     | Conseillère sortante                                                |

### Résultats détaillés

#### Élections de mars 2015
À l'issue du 1er tour des élections départementales de 2015, deux binômes sont en ballottage : Michel Bonnus et Valérie Mondone (Union de la Droite, 45,53 %) et Sylvie Martin et Hervé Toulzac (FN, 35,17 %). Le taux de participation est de 46,55 % (12 832 votants sur 27 566 inscrits) contre 49,77 % au niveau départemental et 50,17 % au niveau national.
Au second tour, Michel Bonnus et Valérie Mondone (Union de la Droite) sont élus avec 62,29 % des suffrages exprimés et un taux de participation de 47,13 % (7 566 voix pour 12 991 votants et 27 566 inscrits).

#### Élections de juin 2021
Le premier tour des élections départementales de 2021 est marqué par un très faible taux de participation (33,26 % au niveau national). Dans le canton de Toulon-2, ce taux de participation est de 29,2 % (7 835 votants sur 26 830 inscrits) contre 33,03 % au niveau départemental. À l'issue de ce premier tour, deux binômes sont en ballottage : Michel Bonnus et Valérie Mondone (LR, 48,34 %) et Julien Chevet et Dominique Lecomte Blondëel (RN, 32,94 %).
Le second tour des élections est marqué une nouvelle fois par une abstention massive équivalente au premier tour. Les taux de participation sont de 34,36 % au niveau national, 36,4 % dans le département et 33,15 % dans le canton de Toulon-2. Michel Bonnus et Valérie Mondone (LR) sont élus avec 64,97 % des suffrages exprimés (5 524 voix pour 8 895 votants et 26 830 inscrits),,. 

## Composition

### Composition de 1973 à 2015

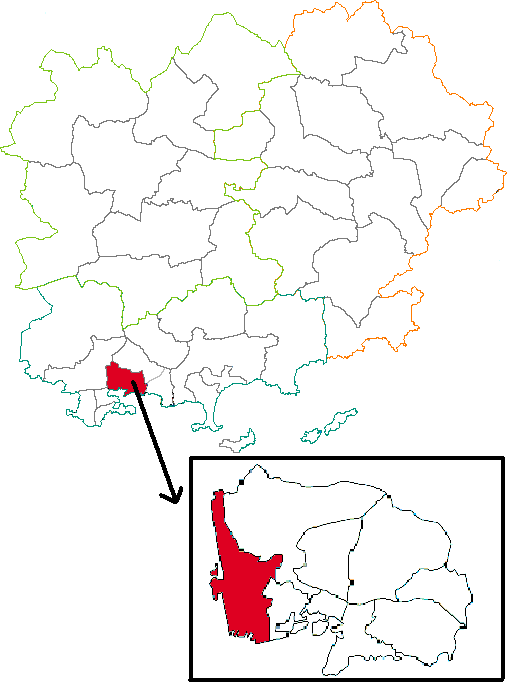
Situation du canton de Toulon-2 dans le Var de 1973 à 2015.

Le canton de Toulon-2 comprenait la portion de territoire de la ville de Toulon déterminée par l'axe des voies ci-après : au Nord, limite de la commune d'Evenos, chemin de La Beaucaire, rue Drouet, ligne droite (allant de l'extrémité Est de la rue Drouet à l'intersection de l'avenue André-Le Chatelier et de la rue du Commandant-Bernard), de cette intersection au boulevard Bonnier et chemin du Jonquet, à l'Est, quai du Commandant-Rivière, chemin du Temple jusqu'à la voie ferrée, ligne droite allant de la voie ferrée à l'intersection du quai du Commandant-Rivière et de l'impasse Taradel, quai du Commandant-Rivière, boulevard du Général-Brosset, carrefour Bon-Rencontre, au Sud, l'Arsenal, et à l'Ouest limites des communes de La Seyne et d'Ollioules. 

### Composition depuis 2015
Le canton est composé de la partie de la commune de Toulon située à l'ouest d'une ligne définie par l'axe des voies et limites suivantes depuis la limite territoriale de la commune de La Seyne-sur-Mer, ligne de chemin de fer, cours du Las, avenue Aristide-Briand, autoroute A 50, avenue des Fusiliers-Marins, avenue du Quinzième-Corps, avenue du Ier-Bataillon-de-Choc, rue Serre, rue de Lyon, boulevard du Docteur-François-Fénelon, rue Curie, rue Sagnes, rue Gorlier, place Martin-Bidoure, rue Bossuet, place Parmentier, rue Bossuet, rue Lacordaire, boulevard Flamenq, voie de chemin de fer, pont Louis-Armand, avenue Émile-Vincent, rue Adolphe-Bony, rue de l'Amiral-Emeriau, rue Amable-Mabily, rue Sainte-Rose, avenue de Valbourdin, boulevard Bianchi, impasse de la Valbourdine, ligne droite jusqu'au chemin du Fort-Rouge, route du Faron, ligne droite passant au nord du fort Saint-Antoine jusqu'au croisement de l'avenue des Moulins, chemin du Béal jusqu'au croisement de la rue Louis-Braille, ligne droite jusqu'au chemin du Jonquet, boulevard de l'Ingénieur-Bonnier, chemin de Rigoumel, rue Antoine-Groignard, avenue des Fils-Marescot, chemin du Baou-de-Quatro-Ouro, cours d'eau, ligne droite prolongeant le cours d'eau jusqu'au chemin de la Majourane, avenue du Chêne-Vert, ligne droite dans le prolongement de l'avenue du Chêne-Vert jusqu'à l'allée du Val-Doux, ligne droite jusqu'à l'extrémité du chemin des Bonnes-Herbes, ligne droite jusqu'aux limites territoriales des communes d'Ollioules et d'Evenos.
| Nom                            | Code Insee | Intercommunalité                       | Superficie (km2) | Population (dernière pop. légale)                 | Densité (hab./km2) | Modifier                                    |
| ------------------------------ | ---------- | -------------------------------------- | ---------------- | ------------------------------------------------- | ------------------ | ------------------------------------------- |
| Toulon (bureau centralisateur) | 83137      | Métropole Toulon-Provence-Méditerranée | 42,84            | Fraction : 45 864 (2022) Commune : 180 834 (2022) | 4 221              | modifier les données · modifier les données |
| Canton de Toulon-2             | 8320       |                                        |                  | 45 864 (2022)                                     |                    | modifier les données                        |

## Démographie
En 2022, le canton comptait 45 864 habitants, en évolution de +3,87 % par rapport à 2016 (Var : +4,98 %, France hors Mayotte : +2,11 %).
| 2013   | 2018   | 2022   |
| ------ | ------ | ------ |
| 42 620 | 45 687 | 45 864 |